# 蔡邦·玛加东格
蔡邦·玛加东格（藏語：ཚེས་པང་ཟམོ་རྒྱལ་ལྡོང་སྐར།），又译察邦萨玛甲东呷、察邦萨麦多准、蔡邦氏美多纯等，是吐蕃帝国的一位女性政治人物。她是赤松德赞的一位妃子，支持苯教，反對密宗佛教。
蔡邦·玛加东格出身蔡邦氏家族，蔡邦氏家族的祖先象雄，是苯教的重要支持势力。不论是藏传佛教文献还是苯教文献都宣称玛加东格是一位苯教徒。玛加东格认为佛教兴盛以后，赞普的王位会因此失去。赤松德赞推广佛教、压制苯教的时候，便受到玛加东格的强烈反对。赤松德赞派遣白若杂纳、朱古埃巴、南喀宁波、杰韦罗朱、然炯纪居五人前往印度学习密宗教法，在朝中向大臣们强制推广佛教。玛加东格当众指责印度密宗使用人骨法器，即人的头骨、肠、皮、血用作祭祀用品，声称“这不是什么教法，这是印度进入吐蕃的罪恶”，要求将此五人处死，得到众多苯教的大臣的支持。赤松德赞迫不得已，用五个乞丐冒充这五位佛教高僧，将他们装在铜锅里丢进雅鲁藏布江，诡称五人已死。另一方面，把这些高僧隐藏起来翻译怛特罗（密宗）书籍。赤松德赞甚至亲自前去给他们送饭。玛加东格揭穿这一骗局，迫使赤松德赞将他们流放到偏远地区。
印度密宗高僧毕玛拉米扎（又译无垢友）入吐蕃弘法，也遭到强烈反对。但毕玛拉米扎说服了赤松德赞，最终白若杂纳等人被召回。
赤松德赞母亲的亲族那囊氏支持佛教，与蔡邦氏争权。赤松德赞偏袒那囊氏，任命那囊·杰擦拉囊（尚结赞）为大相，把持朝政。那囊氏排斥蔡邦氏，在一次议政的时候，尚结赞派儿子伍仁（藏語：དབུ་རིང）把守宫门，禁止蔡邦氏一族入内。玛加东格所生的儿子牟如赞普大怒，提刀将其诛杀，闯入殿中，声称“长头颅”的人应该远远扔掉。赤松德赞大怒，把牟如流放到羌塘。
莲花生虽然使赤松德赞改奉佛教，但他认为苯教势力依然非常大，无法根除。莲花生预言，在他与赤松德赞死后，苯教势力势必会复兴。莲花生便以赤松德赞的妃子伊喜措嘉为空行母，传授眾人都不能接受的雙身法；又将女弟子波雍·嘉摩尊（藏語：ཕོ་ཡོང་བཟའ་རྒྱས་མོ་བཙུན།）嫁给赤松德赞。
797年，赤松德赞与大相尚结赞相继死去，蔡邦氏一族把持了政权，由玛加东格所生的儿子穆尼赞普继位。但穆尼赞普倾向于支持佛教，甚至保护波雍·嘉摩尊。玛加东格以嘉摩尊在赤松德赞的葬礼不敬为由处决了她，又将伊喜措嘉流放。但穆尼赞普依然继承推广佛教的政策，玛加东格遂将其毒死。牟如赞普自羌塘返回逻些继位，途中被那囊氏等佛教徒害死。蔡邦氏在权力斗争中失败，那囊氏等佛教势力抬头，拥立赤德松赞继位。